# Honey x honey
Honey x honey (蜜×蜜ドロップス, Mitsu x Mitsu Drops) est un shōjo manga écrit et dessiné par Kanan Minami. Il a été prépublié entre 2004 et 2006 dans le magazine Shōjo Comic de l’éditeur Shōgakukan, et a été compilé en un total de huit volumes. La version française est éditée en intégralité par Glénat.
Une adaptation en OAV a été diffusé en 2006.

## Synopsis
Ce manga relate l’histoire d’une jeune Lycéenne Yuzuru. Cette dernière essaye de gagner de l’argent en faisant des petits boulots. Durant les vacances d’été, elle fait la rencontre d’un jeune homme riche, Kai Renge, qui lui donne une très mauvaise impression. Yuzuru subit les railleries du jeune homme. À la  fin des vacances, elle apprend avec stupéfaction qu’elle est devenue une « Honey » c’est-à-dire la servante du jeune maître Renge. De ce fait, elle doit être à l’entière disposition du jeune homme. En contre-partie, elle est exemptée de tous frais de scolarité, et les dettes de ses parents seront effacées. Mais pourra-t-elle s’acquitter de ses nouvelles fonctions, et supporter cet adolescent capricieux qu’est son maître ?

## Personnages
Yuzuru Hagino (萩乃 柚留, Hagino Yuzuru) : Yuzuru est le personnage principal de ce manga. C'est une lycéenne âgée de 15 ans, qui doit travailler afin de gagner de l'argent et payer ses frais de scolarité. Sa famille se compose de trois autres personnes, sa mère, son père et son petit frère. Sa famille a de grosses dettes : c'est pourquoi elle est obligée de travailler, jusqu'au jour où elle va devenir la « Honey » de la famille Renge. Au fil de l'histoire elle tombera amoureuse de Kai.
Kai Renge (煉夏 可威, Renge Kai) : Kai Renge est le second personnage principal de l'œuvre. Il rencontre Yuzuru lorsqu'elle travaille durant l'été. À la suite de plusieurs mésaventures, il fait de Yuzuru sa servante. Petit à petit, il s'attache à cette dernière et fait tout son possible pour qu'ils restent liés.

## Manga
Le manga est écrit et illustré par la mangaka Kanan Minami entre 2004 et 2006 dans le magazine Shōjo Comic. Le premier volume relié a été publié au Japon en décembre 2004, et le huitième et dernier en septembre 2006. Un fanbook officiel est sorti le 26 juillet 2006.
Après la traduction de Hiroe Sasaki et la correction de Thomas Lameth, le premier tome écrit en français a été publié chez Glénat en mai 2010. Depuis, toute la série est disponible en France.

### Liste des volumes
| no | Japonais          | Japonais   | Français         | Français          |
| no | Date de sortie    | ISBN       | Date de sortie   | ISBN              |
| -- | ----------------- | ---------- | ---------------- | ----------------- |
| 1  | 20 décembre 2004  | 4091386431 | 5 mai 2010       | 978-2-7234-7100-8 |
| 2  | 26 janvier 2005   | 409138644X | 30 juin 2010     | 978-2-7234-7101-5 |
| 3  | 26 mai 2005       | 4091386458 | 8 septembre 2010 | 978-2-7234-7102-2 |
| 4  | 26 août 2005      | 4091386466 | 17 novembre 2010 | 978-2-7234-7103-9 |
| 5  | 25 novembre 2005  | 4091386474 | 2 février 2011   | 978-2-7234-7104-6 |
| 6  | 24 février 2006   | 4091303242 | 6 avril 2011     | 978-2-7234-7105-3 |
| 7  | 26 juin 2006      | 4091304699 | 8 juin 2011      | 978-2-7234-7486-3 |
| 8  | 26 septembre 2006 | 4091305849 | 24 août 2011     | 978-2-7234-7487-0 |

## Anime
Une adaptation en anime a été produite en 2006 sous forme de deux OAV par le studio Radix (en), dirigé par Kanan Minami.